# Dubowo (województwo podlaskie)
Dubowo – wieś w Polsce położona w województwie podlaskim, w powiecie sejneńskim, w gminie Sejny. Leży nad jeziorem Iłgielk. Miejscowość została założona w XIX w. przez osadników rosyjskich, sprowadzonych tu przez władze carskie. W latach dwudziestych ubiegłego stulecia mieszkali tu już sami Polacy. Patronem wsi jest Pio z Pietrelciny.
| SIMC    | Nazwa       | Rodzaj    |
| ------- | ----------- | --------- |
| 1011891 | Gicheryszki | część wsi |
| 1012086 | Suborowo    | część wsi |
| 1012169 | Zamiakiny   | część wsi |

W latach 1975–1998 miejscowość administracyjnie należała do województwa suwalskiego.